# Panthera crassidens
Panthera crassidens és una possible espècie de lleopard actualment extinta. Visqué a finals del Pliocè i principis del Plistocè a Àfrica. S'ha arguït que les poques restes fòssils conegudes no són una espècie autèntica, sinó que pertanyen a una altra espècie de pantera.